# Glodeni
Glodeni es una localidad de Moldavia, en el distrito (Raión) de Glodeni.
Se encuentra a una altitud de 129 m sobre el nivel del mar.
Se sitúa unos 25 km al oeste de Bălți.

## Demografía
Según estimación 2010 contaba con una población de 8585 habitantes.